# 1898 في إيطاليا
فيما يلي قوائم الأحداث التي وقعت خلال عام 1898 في إيطاليا.

## ظهور
- 1 يناير – توسكا
- 26 مارس- الاتحاد الإيطالي لكرة القدم
- 8 مايو - الدوري الإيطالي الدرجة الأولى

## مواليد

### يناير
- 8 يناير – بيترو برونزيني لاعب كرة قدم إيطالي.

### فبراير
- 15 فبراير – توتو[1]
- 18 فبراير – اينزو فيراري

### مارس
- 15 مارس – جيوفاني برونيرو دراج إيطالي.

### مايو
- 19 مايو – يوليوس إيفولا[2][2]

### يونيو
- 5 يونيو – سالفاتوري فيراغامو مصمم إيطالي.[3]
- 9 يونيو – كورزيو مالابارته كاتب إيطالي.[4]
- 9 يونيو – لويجي فاجيولي

### يوليو
- 19 مايو – يوليوس إيفولا[2][2]

### أغسطس
- 18 أغسطس – كليمنتي بيوندتي سائق سيارة سباق إيطالي.

### سبتمبر
- 19 سبتمبر – جوزيبي ساراغات[5]

### أكتوبر
- 21 أكتوبر – الأمير أميديو

## وفيات

### فبراير
- 7 فبراير – أدولفو فرساري (مواليد 1841) مصور إيطالي.[6]

### ديسمبر
- 5 ديسمبر – جوليو بيانكي (مواليد 1840) سياسي إيطالي.[7]